# Branntweinmonopolgesetz
Das Branntweinmonopolgesetz oder Gesetz über das Branntweinmonopol setzte in Deutschland die rechtlichen Rahmenbedingungen für das staatlich geprägte Branntweinmonopol und war Rechtsgrundlage für die Erhebung der Branntweinsteuer. Es trat zum 31. Dezember 2017 mit dem Gesetz zur Abschaffung des Branntweinmonopols außer Kraft; die branntweinsteuerrechtlichen Regelungen (§§ 130 ff. BranntwMonG) wurden zum 1. Januar 2018 in das Alkoholsteuergesetz übernommen.

## Rechtsgeschichte
Das Branntweinmonopolgesetz war ursprünglich als Anlage 14 zum Gesetz über Änderungen im Finanzwesen vom 8. April 1922 verkündet worden. Ziel des Gesetzes war die Regulierung der Brennereien von Branntwein. Schon früh hatte auch der Handel mit Branntwein – insbesondere auf der Nordsee – zu gesetzgeberischem Handeln geführt: Der internationale Vertrag vom 16. November 1887/14. Februar 1893 zur Unterdrückung des Branntweinhandels unter den Nordseefischern auf hoher See war im Deutschen Reich mit Ausführungsgesetz vom 4. März 1894 in nationales Recht umgesetzt worden.
Das Branntweinmonopol wurde seit 1951 durch die Bundesmonopolverwaltung für Branntwein (BfB) kontrolliert. Die Branntweinmonopolverwaltung selbst war allerdings nicht auf Grund des Branntweinmonopolgesetzes, sondern durch das Gesetz über die Errichtung der Bundesmonopolverwaltung für Branntwein errichtet worden. Mit dem Gesetz zur Auflösung der Bundesmonopolverwaltung für Branntwein und weiterer Gesetze vom 10. März 2017 wurde die Bundesmonopolverwaltung für Branntwein mit Ablauf des 31. Dezember 2018 aufgelöst.
Aufgrund der Verordnungsermächtigungen im BranntwMonG waren durch das Bundesministerium der Finanzen folgende Rechtsverordnungen erlassen worden:
- Alkoholverordnung[8]
- Branntweinsteuerverordnung[9]
- Branntweinmonopolverordnung[10]

## Begründung für das Außerkrafttreten
Das Branntweinmonopol umfasste die Ablieferungspflicht und die Übernahme des im Monopolgebiet hergestellten Rohalkohols zum Selbstkostenpreis der Brennereien. Die Bundesmonopolverwaltung veredelte und verkaufte diesen anschließend über ihre Verwertungsstelle zum wesentlich niedrigeren Marktpreis weiter. Dieses Verlustgeschäft kostete den Bund rund 80 Mio. Euro Steuergeld jährlich und stellte zugleich eine staatliche Subventionierung der Brennereien in entsprechender Höhe dar.
Mit der Verordnung (EU) Nr. 1234/2010 des Europäischen Parlaments und des Rates vom 15. Dezember 2010 zur Änderung der Verordnung (EG) Nr. 1234/2007 des Rates (Verordnung über die einheitliche Gemeinsame Marktordnung GMO) hinsichtlich der im Rahmen des deutschen Branntweinmonopols gewährten Beihilfe wurde die letztmalige Verlängerung der EU- beihilferechtlichen Ausnahmeregelung zur Gewährung produktionsbezogener Beihilfen nach dem deutschen Branntweinmonopol formell beschlossen. Nach der Verordnung (EU) Nr. 1234/2010 konnten landwirtschaftliche Verschlussbrennereien noch bis Ende 2013 und Abfindungsbrenner, Stoffbesitzer und Obstgemeinschaftsbrennereien noch bis Ende 2017 Alkohol im Rahmen des Branntweinmonopols produzieren und an die Bundesmonopolverwaltung für Branntwein gegen Zahlung eines Branntweinübernahmegeldes abliefern.
Mit dem Gesetz zur Abschaffung des Branntweinmonopols wurden die europarechtlichen Vorgaben gemäß den Zusagen der Bundesregierung gegenüber der EU in nationales Recht umgesetzt. Dazu wurden in das noch bestehende Branntweinmonopolrecht entsprechende Auslaufregelungen aufgenommen, an deren Ende (31. Dezember 2017) die Abschaffung des Branntweinmonopols stand. Die Aufhebung des  Branntweinmonopolgesetzes erforderte eine Neuregelung der darin enthaltenen branntweinsteuerrechtlichen Vorschriften in einem Alkoholsteuergesetz, um der betroffenen Wirtschaft die nötige Rechts- und Planungssicherheit zu den verbrauchsteuerrechtlichen Rahmenbedingungen zu verschaffen, die seit dem Ende des Branntweinmonopols gelten.